# 1922 في العراق
فيما يلي قوائم الأحداث التي وقعت خلال عام 1922 في العراق.

## سياسة

### انتهاء منصب
- 14 آب: أستقالة وزير المعارف هبة الدين الشهرستاني.[1]
- 19 آب: رئيس وزراء: عبد الرحمن الكيلاني.[2]

### بداية منصب
- 28 سبتمبر: رئيس وزراء: عبد الرحمن الكيلاني.[3]

### انتهاء منصب
- 6 تشرين الثاني: أستقالة وزير الداخلية عبد المحسن السعدون.
- 16 تشرين الثاني: رئيس وزراء: عبد الرحمن الكيلاني.

### بداية منصب
- 20 نوفمبر: رئيس وزراء: عبد المحسن السعدون.

## تأسيسات

### أكتوبر
- مملكة كردستان : تأسست في شمال العراق و كان يحكمها محمود البزرنجي و سقطت عام 1924 .

## أحداث

### مارس
- 11 مارس : وقوع مجزرة الناصرية حيث قتل فيها 700 شخص جراء هجوم نفذه الأخوان.

### أبريل
- 5 أبريل : انعقاد مؤتمر كربلاء و الذي حضره علماء سنة و شيعة و ترأسه محمد الخالصي حضر وزير الداخلية توفيق السويدي مندوباً من الملك فيصل الأول وجعفر أبو التمن على خلفية وقوع مجزرة الناصرية.

### مايو
- 5 مايو : عقد مؤتمر المحمرة لترسيم الحدود بين سلطنة نجد والمملكة العراقية.

### تشرين الأول
- 17 تشرين الأول : أجتماع مجلس الوزراء برأسة عبد الرحمن الكيلاني و توجيه المحافظات بالشروع بالأنتخابات في 20 تشرين الأول.
- 20 تشرين الأول : علماء الدين في النجف وبغداد وكربلاء بحرمة المشاركة في الانتخابات بسبب الاعتقالات التعسفية للوطنيين التي قام بها المندوب السامي البريطاني برسي كوكس على أثر غياب الملك فيصل الأول بسبب مرضه.

### ديسمبر
- 2 ديسمبر : عقد مؤتمر العقير بين سلطنة نجد والمملكة العراقية والكويت لترسيم الحدود.

## مواليد
- منير فوزي الذويب (توفي في 23 ديسمبر 2017) شاعر عراقي.